# 舒尔德·舍尔茨玛
舒尔德·维默尔·舍尔茨玛（荷蘭語：Sjoerd Wiemer Sjoerdsma，1981年7月10日—）荷兰六六民主党政治家，2012年9月荷兰大选中当选国会二院议员。2017年荷兰大选中连任。

## 政治活动
2019年6月，因荷兰王后马克西玛在出席2019年二十国集团大阪峰会与沙特王储穆罕默德·本·萨勒曼会面时未提及卡舒吉谋杀案，舍尔茨玛公开批评了马克西玛王后。
2019年11月向国会提案建议通过荷兰版的《马格尼茨基法》。
2021年提出动议认定中华人民共和国实行维吾尔族种族灭绝，得到国会通过。他还向国际奥委会提议2022年冬奥会在其他地方举办。
2021年3月22日，在欧盟对华就新疆问题实施制裁后，中国宣布对包括舍尔茨玛在内的10人和4个实体实施反制裁。